# حارة وعل سليمان (صنعاء)

تعديل مصدري - تعديل

حارة وعل سليمان هي إحدى حارات حي دار الحيد بمديرية ضواحي الأمانة سنحان وبني بهلول إحد مديريات العاصمة اليمنية صنعاء، بلغ تعداد سكانها 315 نسمة حسب تعداد اليمن لعام 2004.